# Bułgaria na Letnich Igrzyskach Olimpijskich 1924
Bułgarię na Letnich Igrzyskach Olimpijskich 1924 reprezentowało 24 zawodników. Był to pierwszy występ Bułgarii na letnich igrzyskach olimpijskich.

## Reprezentanci

### Jeździectwo
- Władimir Stojczew
  - ujeżdżenie – 17. miejsce
  - WKKW indywidualnie – 31. miejsce

- Krum Lekarski
  - WKKW indywidualnie – nie ukończył

### Kolarstwo
- Georgi Abadżiew
  - wyścig ze startu wspólnego – indywidualnie – 53. miejsce

- Michaił Klajnerow
  - wyścig ze startu wspólnego – indywidualnie – 57. miejsce

- Michaił Georgiew
  - wyścig ze startu wspólnego – indywidualnie – nie ukończył

- Atanas Atanasow
  - wyścig ze startu wspólnego – indywidualnie – nie ukończył

- Georgi Abadżiew, Michaił Klajnerow, Michaił Georgiew, Atanas Atanasow
  - wyścig ze startu wspólnego – drużynowo – nie ukończyli

- Boris Dimczew
  - sprint – odpadł w eliminacjach

- Prodan Georgiew
  - wyścig na 50 km – nie ukończył

- Borisław Stojanow
  - wyścig na 50 km – nie ukończył

### Lekkoatletyka
- Kirił Petrunow
  - bieg na 400 m – odpadł w eliminacjach
  - skok w dal – 26. miejsce
  - trójskok – 18. miejsce

- Ljuben Karastojanow
  - bieg na 1500 m – odpadł w eliminacjach

- Anton Cwetanow
  - bieg na 10000 m – nie ukończył

- Wasił Wenkow
  - bieg na 10000 m – nie ukończył

### Piłka nożna
- Aleksandyr Christow, Boris Bonow, Dimityr Mutafczijew, Georgi Mateew, Iwan Radojew, Christo Mazinkow, Christo Jowowicz, Nikoła Mutafczijew, Petyr Iwanow, Simeon Jankow, Todor Władimirow
  - turniej mężczyzn – 9. miejsce